# Stirling Moss
Sir Stirling Craufurd Moss, OBE (* 17. September 1929 in London, England; † 12. April 2020 ebenda) war ein britischer Automobilrennfahrer. Er startete zwischen 1951 und 1961 in der höchsten automobilen Motorsportklasse (Formel 1) und gilt mit vier Vizeweltmeisterschaften und 16 Grand-Prix-Siegen als der erfolgreichste Fahrer unter denen, die nie Weltmeister wurden.

## Leben

### Eine motorsportbegeisterte Familie
Stirling Moss wurde in eine motorsportbegeisterte Familie hineingeboren. Sein Vater Alfred Moss, ursprünglich Zahnarzt, bestritt Rennen in Brooklands, dem Zentrum des Motorsports in Großbritannien vor dem Zweiten Weltkrieg, und in Indianapolis, wo er 1924 16. beim 500-Meilen-Rennen wurde. Seine Mutter Aileen Moss startete bei Trialrennen in den 1930er-Jahren. Und auch seine jüngere Schwester Pat Moss (1934–2008, verheiratet mit der Saab-Rallye-Legende Erik Carlsson), bestritt in den 1950er- und 1960er-Jahren erfolgreich Sportwagenrennen und Rallyes.

### Die Anfänge – Formel 3 und Sportwagen
1948 startete er seine Rennkarriere in einem Cooper-Formel-3-Wagen, und schon 1949 konnte er seine ersten internationalen Erfolge feiern, bei Formel-3-Rennen in Zandvoort und am Gardasee. 1950 startete er mit einem Jaguar XK und gewann mit der RAC Tourist Trophy in Dundrod (Nordirland) sein erstes Sportwagenrennen.

### 1951 bis 1953 – Die abwechslungsreichen Jahre
In den Jahren 1951 bis 1953 sah man Moss in einer Vielzahl von Autos verschiedenster Klassen, Formel 1 ebenso wie Formel 2 oder Sportwagen. Sein Patriotismus ließ ihn allerdings nur mit britischen Modellen vorliebnehmen. Auf HWM bestritt er seine ersten Läufe zur Automobil-Weltmeisterschaft (mit einem achten Platz beim Großen Preis der Schweiz 1951 endete sein erster Auftritt), außerdem gewann er einige nicht zur Weltmeisterschaft zählende Formel-1-Rennen in Großbritannien. Auf Jaguar und Frazer-Nash gewann er Sportwagenrennen, auf Connaught, ERA und HWM bestritt er drei Rennen zur Automobil-Weltmeisterschaft 1952. In der Saison 1953 erregte er mit Cooper Aufsehen, für Punkte reichte es aber noch nicht.

### 1954 – Intermezzo bei Maserati
In der Formel-1-Saison 1954 sprang er über seinen Schatten und ließ sich vom italienischen Maserati-Team verpflichten. Neben Siegen bei kleineren Rennen in Großbritannien (Aintree, Oulton Park und Goodwood) reichte es auf internationaler Bühne immerhin zu einem dritten Platz beim Großen Preis von Belgien. Bessere Ergebnisse wurden durch die Unzuverlässigkeit seines Fahrzeuges verhindert, immerhin waren seine Leistungen so gut, dass Mercedes-Rennleiter Alfred Neubauer auf ihn aufmerksam wurde und ihn zu Vertragsverhandlungen einlud.

### Das Mercedes-Jahr 1955
Alfred Neubauer hatte sich äußerst sorgfältig auf die Verhandlungen vorbereitet, die gesamte Rennkarriere von Moss recherchiert und bot ein Gehalt, das höher war, als Moss sich erträumen konnte. Bei Testfahrten in Hockenheim im Dezember 1954 entschied sich Moss endgültig für das beste Fahrzeug der damaligen Ära, den Mercedes-Benz W 196. Mit Juan Manuel Fangio hatte Moss bei Mercedes den wohl besten Fahrer zum Teamkollegen, und gemeinsam dominierten sie die Automobil-Weltmeisterschaft 1955. Moss gewann allerdings nur ein Rennen, den Großer Preis von Großbritannien 1955 in Aintree. Mit zwei zweiten Plätzen reichte es zum zweiten Platz in der Weltmeisterschaft. Legendär sind allerdings seine drei Siege bei nur vier 300-SLR-Einsätzen in der Sportwagen-Weltmeisterschaft 1955, insbesondere bei der Mille Miglia 1955, wo er den „ewigen“ Streckenrekord aufstellte, und bei der Targa Florio 1955. Ein möglicher Sieg beim 24-Stunden-Rennen von Le Mans 1955 wurde durch den tödlichen Unfall seines Teamkollegen Pierre Levegh, bei dem mehr als 80 Zuschauer starben, verhindert, durch den Rückzug des Mercedes-Teams vom Rennen.

### Der ewige Zweite – 1956 bis 1958

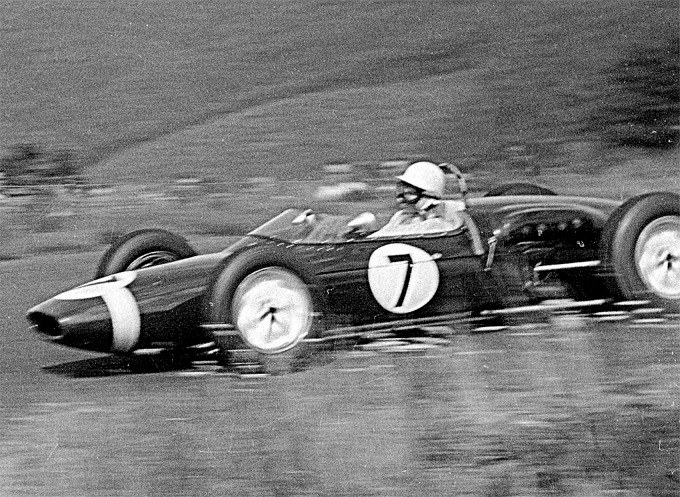
Moss beim Großen Preis von Europa 1961 auf dem Nürburgring

Ende 1955 verkündete Mercedes seinen Rückzug vom Motorsport, und Moss fuhr in der Automobil-Weltmeisterschaft 1956 wieder für Maserati. Zwei Siege (Monaco, Italien) bescherten ihm erneut Platz zwei in der Weltmeisterschaft – hinter Fangio. In den folgenden beiden Jahren fuhr Moss für Vanwall; ein Titel in einem britischen Team war sein Traum gewesen. Drei Siege 1957 (Großbritannien, Pescara und Italien) sorgten erneut für Platz zwei hinter Fangio. 1958 gewann er vier Rennen, sein Rivale Mike Hawthorn im Ferrari nur eins. Hawthorn hatte aber fünf zweite Plätze zu verzeichnen und wurde mit einem Punkt Vorsprung Weltmeister. Moss blieb jedoch stets Gentleman: Als Hawthorn nach dem Großen Preis von Portugal disqualifiziert werden sollte, setzte sich Moss für ihn ein. Er sagte später: „Wenn ich mich nicht so für ihn eingesetzt hätte, wäre ich jetzt Champion. Aber ich würde das jederzeit wieder tun, weil es fair war.“ Aktionen wie diese trugen dazu bei, dass Moss das Lieblingskind der englischen Presse war, während der kühle Hawthorn trotz eines WM-Titels nie an dessen Popularität herankam.

### Cooper und Lotus – 1959 bis 1961
In der Saison 1959 fuhr Moss wieder für Cooper, das gerade mit dem Mittelmotorkonzept die Formel 1 revolutionierte. Er konnte zwar nicht ganz mit seinem Teamkollegen Jack Brabham mithalten, zwei Siege (Portugal, Italien) reichten für Platz drei der Weltmeisterschaft. In den Saisons 1960 und 1961 fuhr er hauptsächlich für das Lotus-Privatteam von Rob Walker. Beide Jahre schloss er mit dem dritten Platz in der Weltmeisterschaft ab. Der Lotus war den Coopers und Ferraris noch unterlegen, die Klasse von Moss zeigte sich bei „Fahrerstrecken“, wo es weniger auf einen starken Motor als auf fahrerische Qualitäten ankam. Monaco 1960 und 1961 sowie der Nürburgring 1961 zählten zu den großen Erfolgen des Briten. Daneben versuchte er sich aber auch mit neuen Fahrzeugen: mit dem allradgetriebenen Ferguson siegte er bei einem nicht zur WM zählenden Rennen in Oulton Park. Moss wurde 1961 zum Sportler des Jahres in Großbritannien gewählt.

### Das Karriereende – Der Unfall in Goodwood
Am 23. April 1962 endete die Karriere von Stirling Moss bei einem Unfall in Goodwood. Bei der Glover Trophy, einem nationalen Formel-1-Rennen, lag er an vierter Stelle und kämpfte mit Getriebeproblemen. Für Moss war das kein Grund zurückzustecken, er fuhr stets am Limit und erreichte sogar noch die schnellste Rennrunde, bevor er von der Strecke abkam und gegen einen Erdwall prallte. Die Unfallursache konnte nie geklärt werden; Moss konnte sich an den Unfall nicht erinnern. Er erlitt Knochenbrüche und ein Hirntrauma, lag im Koma und war zunächst halbseitig gelähmt. Über ein Jahr brauchte Stirling Moss zur Genesung. Im Mai 1963 kehrte er zu Testzwecken nach Goodwood zurück. Obwohl er konkurrenzfähige Rundenzeiten erzielte, erklärte er seinen Rücktritt. Moss hatte laut eigener Aussage nicht mehr die Selbstverständlichkeit, die Leichtigkeit des Fahrens.

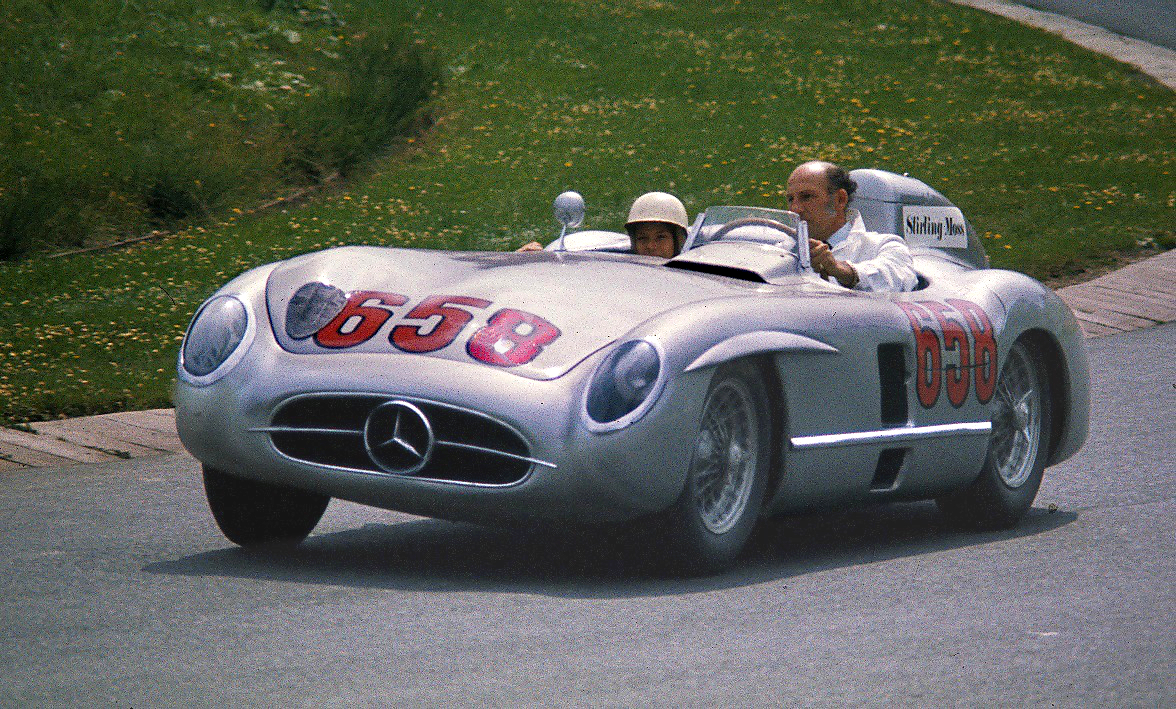
Stirling Moss mit Fahrgast 1977 im Mercedes SLR

### Nach der Rennfahrerkarriere
Stirling Moss wurde ein erfolgreicher Geschäftsmann. Oft war er bei historischen Rennen und anderen Motorsportveranstaltungen anzutreffen. 1999 wurde er von Königin Elisabeth II. als Knight Bachelor in den Adelsstand erhoben und erhielt den Namenszusatz Sir. Moss war vorher bereits zum Officer of the Order of the British Empire (OBE) ernannt worden.
Rückblickend kann Stirling Moss wohl zu den besten Rennfahrern des 20. Jahrhunderts gezählt werden, der mit den unterschiedlichsten Fahrzeugtypen umgehen konnte. Er gewann Formel-1-Rennen mit Fahrzeugen von fünf verschiedenen Herstellern (Mercedes-Benz, Maserati, Vanwall, Cooper, Lotus, dazu einen nicht zur WM zählenden Lauf auf Ferguson) sowie zahlreiche Sportwagenrennen. Unter anderem siegte er im Maserati „Birdcage“ mit Dan Gurney als Partner beim 1000-km-Rennen auf dem Nürburgring 1960.
Nach dem Tod von Jack Brabham am 19. Mai 2014 war Stirling Moss der älteste lebende Grand-Prix-Sieger. Er starb im April 2020 im Alter von 90 Jahren im Beisein seiner Ehefrau Lady Susie Moss (1953–2023) in seinem Haus in London.

## Statistik

### Statistik in der Automobil-Weltmeisterschaft

#### Grand-Prix-Siege
| - 1955 Großbritannien (Aintree) - 1956 Monaco (Monte Carlo) - 1956 Italien (Monza) - 1957 Großbritannien (Aintree) - 1957 Pescara (Pescara) - 1957 Italien (Monza) | - 1958 Argentinien (Buenos Aires) - 1958 Niederlande (Zandvoort) - 1958 Portugal (Porto) - 1958 Marokko (Ain-Diab) - 1959 Portugal (Lissabon) - 1959 Italien (Monza) | - 1960 Monaco (Monte Carlo) - 1960 USA (Riverside) - 1961 Monaco (Monte Carlo) - 1961 Deutschland (Nürburg) |

#### Gesamtübersicht
| Saison | Team                       | Chassis            | Motor              | Rennen | Siege | Zweiter | Dritter | Poles | schn. Rennrunden | Punkte          | WM-Pos. |
| ------ | -------------------------- | ------------------ | ------------------ | ------ | ----- | ------- | ------- | ----- | ---------------- | --------------- | ------- |
| 1951   | HW Motors Ltd.             | HWM 51             | Alta 2.0 L4s       | 1      | –     | –       | –       | –     | –                | –               | NC      |
| 1952   | HW Motors Ltd.             | HWM 52             | Alta 2.0 L4        | 1      | –     | –       | –       | –     | –                | –               | NC      |
| 1952   | ERA Ltd.                   | ERA G-Type         | Bristol 2.0 L6     | 3      | –     | –       | –       | –     | –                | –               | NC      |
| 1952   | Connaught Engineering      | Connaught Type A   | Lea-Francis 2.0 L4 | 1      | –     | –       | –       | –     | –                | –               | NC      |
| 1953   | Connaught Engineering      | Connaught Type A   | Lea-Francis 2.0 L4 | 1      | –     | –       | –       | –     | –                | –               | NC      |
| 1953   | Cooper Car Company         | Cooper T24         | Alta 2.5 L4        | 3      | –     | –       | –       | –     | –                | –               | NC      |
| 1954   | AE Moss Equipe Moss        | Maserati 250F      | Maserati 2.5 L6    | 3      | –     | –       | 1       | –     | 1                | 4,14            | 13.     |
| 1954   | Officine Alfieri Maserati  | Maserati 250F      | Maserati 2.5 L6    | 3      | –     | –       | –       | –     | –                | 4,14            | 13.     |
| 1955   | Daimler-Benz AG            | Mercedes-Benz W196 | Mercedes 2.5 L8    | 6      | 1     | 2       | –       | 1     | 2                | 23              | 2.      |
| 1956   | Officine Alfieri Maserati  | Maserati 250F      | Maserati 2.5 L6    | 7      | 2     | 1       | 1       | 1     | 3                | 27 (28)         | 2.      |
| 1957   | Officine Alfieri Maserati  | Maserati 250F      | Maserati 2.5 L6    | 1      | –     | –       | –       | –     | –                | 25              | 2.      |
| 1957   | Vandervell Products Ltd.   | Vanwall VW5        | Vanwall 2.5 L4     | 5      | 3     | –       | –       | 2     | 3                | 25              | 2.      |
| 1958   | Rob Walker Racing Team     | Cooper T43         | Climax 2.0 L4      | 1      | 1     | –       | –       | –     | –                | 41              | 2.      |
| 1958   | Vandervell Products Ltd.   | Vanwall VW5        | Vanwall 2.5 L4     | 9      | 3     | 1       | –       | 3     | 3                | 41              | 2.      |
| 1959   | Rob Walker Racing Team     | Cooper T51         | Climax 2.5 L4      | 6      | 2     | –       | –       | 4     | 2                | 25,5            | 3.      |
| 1959   | British Racing Partnership | BRM P25            | BRM 2.5 L4         | 2      | –     | 1       | –       | –     | 2                | 25,5            | 3.      |
| 1960   | Rob Walker Racing Team     | Cooper T51         | limax 2.5 L4       | 1      | –     | –       | 1       | 1     | 1                | 19              | 3.      |
| 1960   | Rob Walker Racing Team     | Lotus 18           | Climax 2.5 L4      | 4      | 2     | –       | –       | 3     | 1                | 19              | 3.      |
| 1961   | Rob Walker Racing Team     | Lotus 18           | Climax 1.5 L4      | 2      | 1     | –       | –       | 1     | 1                | 21              | 3.      |
| 1961   | Rob Walker Racing Team     | Lotus 18/21        | Climax 1.5 L4      | 5      | 1     | –       | –       | –     | –                | 21              | 3.      |
| 1961   | Rob Walker Racing Team     | Lotus 21           | Climax 1.5 L4      | 1      | –     | –       | –       | –     | –                | 21              | 3.      |
| 1961   | Rob Walker Racing Team     | Ferguson P99       | Climax 1.5 L4      | 1      | –     | –       | –       | –     | –                | 21              | 3.      |
| Gesamt | Gesamt                     | Gesamt             | Gesamt             | 67     | 16    | 5       | 3       | 16    | 19               | 185,64 (186,64) |         |

#### Einzelergebnisse
| Saison | 1   | 2   | 3   | 4   | 5   | 6   | 7   | 8   | 9   | 10 | 11 |
| ------ | --- | --- | --- | --- | --- | --- | --- | --- | --- | -- | -- |
| 1951   |     |     |     |     |     |     |     |     |     |    |    |
| 8      |     |     |     |     |     |     |     |     |     |    |    |
| 1952   |     |     |     |     |     |     |     |     |     |    |    |
| DNF    |     | DNF |     | DNF |     | DNF | DNF |     |     |    |    |
| 1953   |     |     |     |     |     |     |     |     |     |    |    |
|        |     | 9   |     | DNF | DNA | 6   |     | 13  |     |    |    |
| 1954   |     |     |     |     |     |     |     |     |     |    |    |
|        |     | 3   |     | DNF | DNF | DNF | 10  | DNF |     |    |    |
| 1955   |     |     |     |     |     |     |     |     |     |    |    |
| 4      | 9   |     | 2   | 2   | 1   | DNF |     |     |     |    |    |
| 1956   |     |     |     |     |     |     |     |     |     |    |    |
| DNF    | 1   |     | 3   | 5   | DNF | 2   | 1   |     |     |    |    |
| 1957   |     |     |     |     |     |     |     |     |     |    |    |
| 8      | DNF |     |     | 1   | 5   | 1   | 1   |     |     |    |    |
| 1958   |     |     |     |     |     |     |     |     |     |    |    |
| 1      | DNF | 1   |     | DNF | 2   | DNF | DNF | 1   | DNF | 1  |    |
| 1959   |     |     |     |     |     |     |     |     |     |    |    |
| DNF    |     | DNF | DSQ | 2   | DNF | 1   | 1   | DNF |     |    |    |
| 1960   |     |     |     |     |     |     |     |     |     |    |    |
| 3      | 1   |     | 4   | DNS |     |     | DSQ |     | 1   |    |    |
| 1961   |     |     |     |     |     |     |     |     |     |    |    |
| 1      | 4   | 8   | DNF | DNF | 1   | DNF | DNF |     |     |    |    |

| Legende  | Legende            | Legende                                                          |
| Farbe    | Abkürzung          | Bedeutung                                                        |
| -------- | ------------------ | ---------------------------------------------------------------- |
| Gold     | –                  | Sieg                                                             |
| Silber   | –                  | 2. Platz                                                         |
| Bronze   | –                  | 3. Platz                                                         |
| Grün     | –                  | Platzierung in den Punkten                                       |
| Blau     | –                  | Klassifiziert außerhalb der Punkteränge                          |
| Violett  | DNF                | Rennen nicht beendet (did not finish)                            |
| Violett  | NC                 | nicht klassifiziert (not classified)                             |
| Rot      | DNQ                | nicht qualifiziert (did not qualify)                             |
| Rot      | DNPQ               | in Vorqualifikation gescheitert (did not pre-qualify)            |
| Schwarz  | DSQ                | disqualifiziert (disqualified)                                   |
| Weiß     | DNS                | nicht am Start (did not start)                                   |
| Weiß     | WD                 | zurückgezogen (withdrawn)                                        |
| Hellblau | PO                 | nur am Training teilgenommen (practiced only)                    |
| Hellblau | TD                 | Freitags-Testfahrer (test driver)                                |
| ohne     | DNP                | nicht am Training teilgenommen (did not practice)                |
| ohne     | INJ                | verletzt oder krank (injured)                                    |
| ohne     | EX                 | ausgeschlossen (excluded)                                        |
| ohne     | DNA                | nicht erschienen (did not arrive)                                |
| ohne     | C                  | Rennen abgesagt (cancelled)                                      |
| ohne     | keine WM-Teilnahme |                                                                  |
| sonstige | P/fett             | Pole-Position                                                    |
| sonstige | 1/2/3/4/5/6/7/8    | Punktplatzierung im Sprint-/Qualifikationsrennen                 |
| sonstige | SR/kursiv          | Schnellste Rennrunde                                             |
| sonstige | *                  | nicht im Ziel, aufgrund der zurückgelegten Distanz aber gewertet |
| sonstige | ()                 | Streichresultate                                                 |
| sonstige | unterstrichen      | Führender in der Gesamtwertung                                   |

### Le-Mans-Ergebnisse
| Jahr | Team                           | Fahrzeug                   | Teamkollege        | Platzierung            | Ausfallgrund         |
| ---- | ------------------------------ | -------------------------- | ------------------ | ---------------------- | -------------------- |
| 1951 | Stirling Moss                  | Jaguar XK-120C             | Jack Fairman       | Ausfall                | kein Öldruck         |
| 1952 | Jaguar Ltd.                    | Jaguar C-Type              | Peter Walker       | Ausfall                | Motorschaden         |
| 1953 | Jaguar Cars Ltd.               | Jaguar C-Type              | Peter Walker       | Rang 2                 |                      |
| 1954 | Jaguar Cars Ltd.               | Jaguar D-Type              | Peter Walker       | Ausfall                | Bremsdefekt          |
| 1955 | Daimler-Benz A.G.              | Mercedes-Benz 300 SLR      | Juan Manuel Fangio | zurückgezogen          |                      |
| 1956 | Aston Martin Ltd.              | Aston Martin DB3S          | Peter Collins      | Rang 2 und Klassensieg |                      |
| 1957 | Officine Alfieri Maserati      | Maserati 450S Zagato Coupé | Harry Schell       | Ausfall                | Kraftübertragung     |
| 1958 | David Brown Racing Development | Aston Martin DBR1/300      | Jack Brabham       | Ausfall                | Pleuelstange         |
| 1959 | David Brown Racing Dept.       | Aston Martin DBR1/300      | Jack Fairman       | Ausfall                | Motorschaden         |
| 1961 | North American Racing Team     | Ferrari 250 GT SWB         | Graham Hill        | Ausfall                | Leck im Wasserkühler |

### Sebring-Ergebnisse
| Jahr | Team                       | Fahrzeug              | Teamkollege   | Teamkollege | Teamkollege    | Platzierung     | Ausfallgrund     |
| ---- | -------------------------- | --------------------- | ------------- | ----------- | -------------- | --------------- | ---------------- |
| 1954 | Briggs Cunningham          | OSCA MT4 1450         | Bill Lloyd    |             |                | Gesamtsieg      |                  |
| 1955 | Donald Healey Motor Co.    | Austin-Healey 100S    | Lance Macklin |             |                | Rang 6          |                  |
| 1956 | David Brown & Sons Ltd.    | Aston Martin DB3S     | Peter Collins |             |                | Ausfall         | Getriebeschaden  |
| 1957 | Maserati Factory           | Maserati 300S         | Harry Schell  |             |                | Rang 2          |                  |
| 1958 | David Brown                | Aston Martin DBR1/300 | Tony Brooks   |             |                | Ausfall         | Differential     |
| 1959 | The Lister Corp.           | Lister                | Ivor Bueb     |             |                | Disqualifiziert |                  |
| 1960 | Camoradi USA               | Maserati Tipo 61      | Dan Gurney    |             |                | Ausfall         | Kraftübertragung |
| 1961 | Camoradi International     | Maserati Tipo 61      | Graham Hill   |             |                | Ausfall         | Abgaskrümmer     |
| 1962 | North American Racing Team | Ferrari 250 TRI/61    | Innes Ireland | John Fulp   | Fernand Tavano | Disqualifiziert |                  |

### Einzelergebnisse in der Sportwagen-Weltmeisterschaft
| Saison | Team                                               | Rennwagen                                                   | 1   | 2   | 3   | 4   | 5   | 6   | 7   | 8   | 9   | 10  | 11  | 12  | 13  | 14  | 15  |
| ------ | -------------------------------------------------- | ----------------------------------------------------------- | --- | --- | --- | --- | --- | --- | --- | --- | --- | --- | --- | --- | --- | --- | --- |
| 1953   | Jaguar                                             | Jaguar C-Type                                               | SEB | MIM | LEM | SPA | NÜR | RTT | CAP |     |     |     |     |     |     |     |     |
| 1953   | Jaguar                                             | Jaguar C-Type                                               |     | DNF | 2   |     |     | 3   |     |     |     |     |     |     |     |     |     |
| 1954   | Briggs Cunningham Jaguar                           | Osca MT4 Jaguar D-Type                                      | BUA | SEB | MIM | LEM | RTT | CAP |     |     |     |     |     |     |     |     |     |
| 1954   | Briggs Cunningham Jaguar                           | Osca MT4 Jaguar D-Type                                      |     | 1   |     | DNF | 14  |     |     |     |     |     |     |     |     |     |     |
| 1955   | Donald Healey Motor Company Daimler-Benz AG        | Austin-Healey 100 Mercedes-Benz 300 SLR                     | BUA | SEB | MIM | LEM | RTT | TAR |     |     |     |     |     |     |     |     |     |
| 1955   | Donald Healey Motor Company Daimler-Benz AG        | Austin-Healey 100 Mercedes-Benz 300 SLR                     |     | 6   | 1   | DNF | 1   | 1   |     |     |     |     |     |     |     |     |     |
| 1956   | Maserati Aston Martin                              | Maserati 300S Aston Martin DB3S Maserati 350S               | BUA | SEB | MIM | NÜR | KRI |     |     |     |     |     |     |     |     |     |     |
| 1956   | Maserati Aston Martin                              | Maserati 300S Aston Martin DB3S Maserati 350S               | 1   | DNF | DNF | 1   | DNF |     |     |     |     |     |     |     |     |     |     |
| 1957   | Maserati                                           | Maserati 450S Maserati 300S                                 | BUA | SEB | MIM | NÜR | LEM | KRI | CAR |     |     |     |     |     |     |     |     |
| 1957   | Maserati                                           | Maserati 450S Maserati 300S                                 | 2   | 2   | DNF | 5   | DNF | 1   | DNF |     |     |     |     |     |     |     |     |
| 1958   | Fritz Huschke von Hanstein Aston Martin            | Porsche 550 Aston Martin DBR1                               | BUA | SEB | TAR | NÜR | LEM | RTT |     |     |     |     |     |     |     |     |     |
| 1958   | Fritz Huschke von Hanstein Aston Martin            | Porsche 550 Aston Martin DBR1                               | 3   | DNF | DNF | 1   | DNF | 1   |     |     |     |     |     |     |     |     |     |
| 1959   | Lister Aston Martin                                | Lister Aston Martin DBR1                                    | SEB | TAR | NÜR | LEM | RTT |     |     |     |     |     |     |     |     |     |     |
| 1959   | Lister Aston Martin                                | Lister Aston Martin DBR1                                    | DNF |     | 1   | DNF | 1   |     |     |     |     |     |     |     |     |     |     |
| 1960   | Camoradi Racing                                    | Maserati Tipo 61                                            | BUA | SEB | TAR | NÜR | LEM |     |     |     |     |     |     |     |     |     |     |
| 1960   | Camoradi Racing                                    | Maserati Tipo 61                                            |     | DNF |     | 1   |     |     |     |     |     |     |     |     |     |     |     |
| 1961   | Camoradi Racing Porsche North American Racing Team | Maserati Tipo 61 Porsche 718 RSK Porsche 356 Ferrari 250 GT | SEB | TAR | NÜR | LEM | PES |     |     |     |     |     |     |     |     |     |     |
| 1961   | Camoradi Racing Porsche North American Racing Team | Maserati Tipo 61 Porsche 718 RSK Porsche 356 Ferrari 250 GT | DNF | DNF | 8   | DNF |     |     |     |     |     |     |     |     |     |     |     |
| 1962   | North American Racing Team BMC                     | Ferrari 250 GT Austin-Healey Sprite                         | DAY | SEB | SEB | MAI | TAR | BER | NÜR | LEM | TAV | CCA | RTT | NÜR | BRI | BRI | PAR |
| 1962   | North American Racing Team BMC                     | Ferrari 250 GT Austin-Healey Sprite                         | 4   | 3   | DNF |     |     |     |     |     |     |     |     |     |     |     |     |